# Frivilliga brandkåren

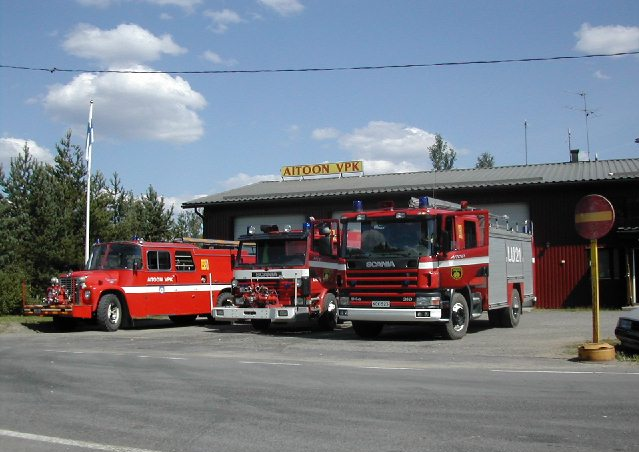
Aitoo FBK:s brandstation i Pälkäne.

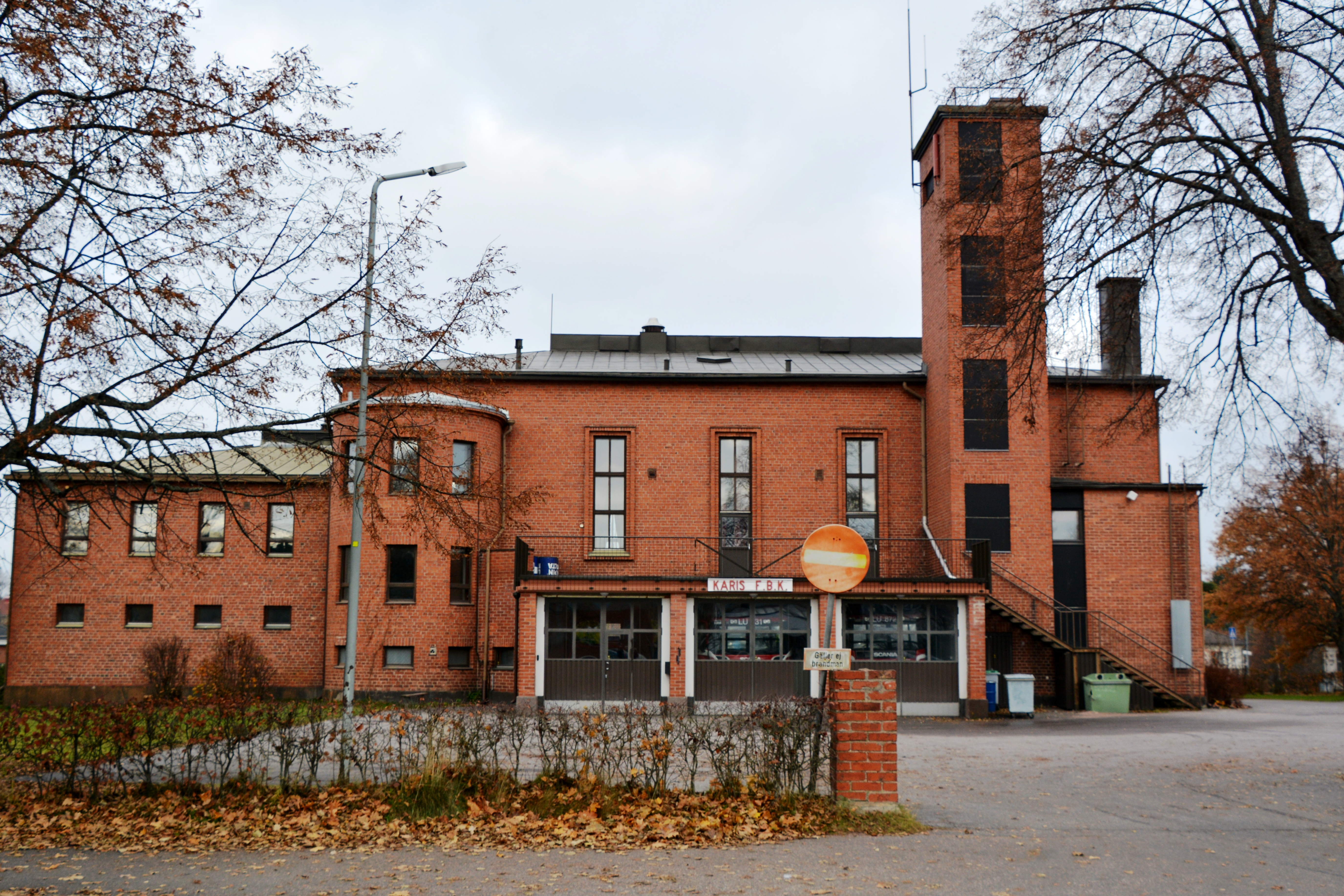
Brandstation för FBK i Karis.

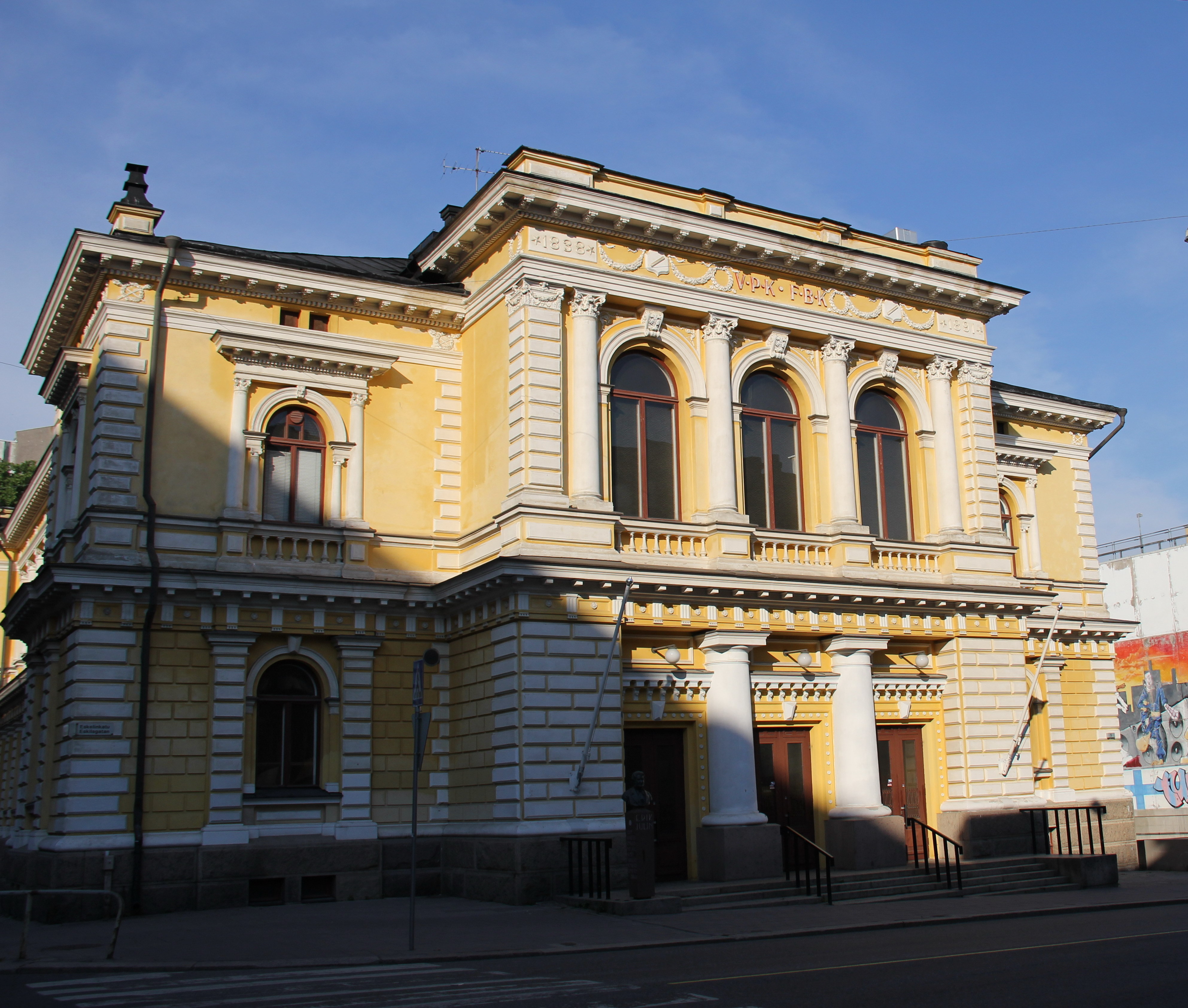
Åbo FBK:s hus, ofta använd som festlokal också av utomstående.

Frivilliga brandkårer, FBK (finska: Vapaaehtoinen palokunta, VPK), är en viktig institution i Finland, bestående av frivilliga som arbetar som brandmän eller i olika stödfunktioner. De står för tre av fem av räddningsverkens uppdrag i Finland, och ansvarar för upp till 90 % av Finlands yta.
I Finland finns över 600 frivilliga brandkårer. De flesta av dem fungerar enligt avtal med ett av de 22 områdesräddningsverken i landet (på Åland med respektive kommun). Avtalen kräver att man inom given tid med givet antal personer kan rycka ut. I gengäld får kårverksamheten ekonomiskt stöd, men avtalens utformning kan vara mycket varierande. En del av de frivilliga får ekonomisk kompensation medan andra arbetar helt gratis. Ofta försöker brandkåren också få andra inkomster genom tjänster, till exempel trädfällning, bevattning och så vidare.
Frivilliga brandkårer med avtal står för tre av fem av räddningsverkens uppdrag i Finland, och ansvarar för upp till 90 % av Finlands yta. Också där en professionell brandkår har huvudansvaret har de frivilliga brandkårerna en uppgift, för att backa upp vid behov.
På flera håll har man problem med rekrytering och att få ihop en tillräcklig styrka till uppdrag dagtid. En stor del av de aktiva är i 40–50-årsåldern och kommer snart inte längre att finnas till hands för larmuppdrag. Dagtid har många av de frivilliga arbeten som de har svårt att lämna. Viss lättnad blev det då inrikesministern vädjade till arbetsgivarna hösten 2018, men många arbetens natur är sådan att de inte kan lämnas. Till exempel i Lundo förbinder man sig numera dagtid endast att bistå med en tankbil, som kan skötas av en person. Att kraven på brandmän successivt höjts under senare år har inte underlättat möjligheterna att få ihop en tillräcklig styrka, bland annat krävs mycket bra kondition och muskelstyrka, och numera får ett rökdykarpar inte arbeta utan ett reservpar.
Arbetsmängden kan variera mycket beroende på område: år 2006 åkte Helsingfors FBK på 5 larm, medan Tolkis FBK i Borgå hade 150 larm samma år; i större städer sköter professionella brandkårer de flesta larm, medan de frivilliga spelar en helt avgörande roll på mindre orter.